# Lily James
Lily James (anglès: Lily Chloe Ninette Thomson)  (Esher, 5 d'abril de 1989) nom artístic de Lily Thomson, és una actriu i model britànica. La seva carrera l'ha portat a treballar sota la direcció de Kenneth Branagh, Danny Boyle o Edgar Wright entre d'altres, i ha aparegut en sèries de TV, inclosos grans èxits com Dowton Abbey (2010-2015), l'adaptació literària per a la BBC de War & Peace (2016) i la minisèrie Pam & Tommy (2022).

## Biografia
Va prendre el nom del seu pare (James) mort al 2008, com a tribut després de saber que ja hi havia una actriu anomenada Lily Thomson.
Després d'estudiar teatre i començar la seva carrera a la televisió amb la sèrie Just William, es va incorporar al planter de la popular sèrie dramàtica Downton Abbey (2010-2015) per interpretar al personatge de Rose McClare. Seguidament, James va interpretar el paper de Korrina a la pel·lícula de Warner Brothers, Wrath of the Titans i va protagonitzar Fast Girls, centrada al voltant d'un grup de joves atletes que competeixen als Campionats del Món. A l’any 2015, Kenneth Branagh compta amb ella per interpretar el personatge principal de Cinderella. Per al número de desembre de 2014 de Vogue, Annie Leibovitz la va fotografiar com a Ventafocs amb el vestit blau de l’escena del ball
El 2016, va tornar a la televisió a la mini-sèrie històrica de la BBC interpretant Natasha Rostova a War & Peace, basat en l'obra homònima de Lev Tostoi. També va protagonitzar la pel·lícula d'acció i terror Pride and Prejudice and Zombies, una paròdia la novel·la de Jane Austen. Igualment, va fer un rol d’agent secret a la pel·lícula dramàtica sobre la Segona Guerra Mundial The Exception. El 2017, apareix en dues pel·lícules importants: Baby Driver, pel·lícula d'acció d'Edgar Wright i Darkest Hour, on va interpretar a la secretària de Winston Churchill (interpretat per Gary Oldman).
Per a la seqüela de Mamma Mia!, Mamma Mia, Ja hi tornem a ser!, James interpretava el personatge de Meryl Streep de jove. El mateix any, va interpretar l'autora Juliet Ashton al drama històric The Guernsey Literary and Potato Peel Pie Society. El 2019 va protagonitzar la pel·lícula musical Yesterday, juntament amb Himesh Patel, Ed Sheeran i Kate McKinnon.
El 2020, una nova adaptació del clàssic de Hitchcock sobre l’obra de Daphne du Maurier Rebecca, interpreta a la segona senyora de Winter, junt a Armie Hammer. El 2021, participa a The Dig, basada en una novel·la de John Preston sobre l'excavació de Sutton Hoo a l'any 1939. A finals del 2020, va interpretar a Pamela Anderson a la mini-sèrie Pam & Tommy per a Disney+.

### Vida privada
- Va tenir una relació amb l'actor Matt Smith, a qui va conèixer mentre treballava a Pride and Prejudice and Zombies.
- A l'any 2021, James va començar a sortir amb el músic i compositor nord-americà Michael Shuman, membre de la banda de rock nord-americana Queens of the Stone Age. El febrer de 2023 es va informar que la relació de la parella havia acabat.[9]
- Va tenir un sonat escàndol el 2021 quan se la va enxampar en actitud molt afectuosa pels carrers de Roma amb Dominic West, actor casat que havia treballat amb ella a la sèrie The Pursuit of Love (BBC).

## Filmografia
| Any       | Títol                                             | Rol                 | Notes |
| --------- | ------------------------------------------------- | ------------------- | --- |
| 2010      | Just William                                      | Ethel Brown         | Sèrie de TV (BBC)                                                                                        |
| 2011      | Secret Diary of a Call Girl                       | Poppi               | Sèrie de TV (ITV2)                                                                                       |
| 2012      | Warth of the Titans                               | Korrina             | |
| 2012      | Fast Girls                                        | Lisa Temple         | |
| 2012-2015 | Downton Abbey                                     | Lady Rose           | Sèrie de TV (ITV)                                                                                        |
| 2015      | Cinderella                                        | Ciderella           | |
| 2015      | Burnt                                             | Sara                | |
| 2016      | Pride and Prejudice and Zombies                   | Elizabeth Bennet    | |
| 2016      | The Exception                                     | Mieke de Jong       | |
| 2016      | War & Peace                                       | Natasha Rostova     | Sèrie de TV (BBC)                                                                                        |
| 2017      | Baby Driver                                       | Debora              | |
| 2017      | Darkest Hour                                      | Elizabeth Layton    | |
| 2018      | The Guernsey Literary and Potato Peel Pie Society | Juliet Ashton       | |
| 2018      | Little Woods                                      | Deb Hale            | |
| 2018      | Mamma Mia! Here We Go Again                       | Donna Sheridan jove | |
| 2019      | Yesterday                                         | Ellie Appleton      | |
| 2019      | Rare Beasts                                       | Cressida            | |
| 2020      | Rebecca                                           | Senyora de Winter   | |
| 2021      | The Dig                                           | Peggy Piggot        | |
| 2021      | The Pursuit of Love                               | Linda Radlett       | Sèrie TV (BBC)                                                                                           |
| 2022      | What's Love Got to Do with It?                    | Zoe Stevenson       | |
| 2022      | Pam & Tommy                                       | Pamela Anderson     | Sèrie TV (Disney+). Guanyadora millor actriu en mini-sèrie (Satellite Awards)                            |
| 2023      | Finalmente l'alba                                 | Josephine Esperanto | Seleccionada per competir pel Lleó d'Or a la millor pel·lícula al Festival de Cinema de Venècia de 2023. |
| 2023      | The Iron Claw                                     | Pam Adkisson        | |
| 2024      | Greedy People                                     | Paige Shelley       | |
| 2024      | Relay                                             | Sarah Grant         | |